# Buhovți, Tărgoviște
Buhovți (în bulgară Буховци) este un sat în comuna Tărgoviște, regiunea Tărgoviște,  Bulgaria. 

## Demografie
Componența etnică a satului Buhovți
     Bulgari (48,1%)
     Romi (33,06%)
     Turci (5,85%)
     Nicio identificare (12,97%)
La recensământul din 2011, populația satului Buhovți era de 632 locuitori. Nu există o etnie majoritară, locuitorii fiind bulgari (48,1%), romi (33,06%) și turci (5,85%). Pentru 12,97% din locuitori nu este cunoscută apartenența etnică.